# Lake City (Geórgia)
Lake City é uma cidade localizada no estado americano de Geórgia, no Condado de Clayton.

## Demografia
Segundo o censo americano de 2000, a sua população era de 2886 habitantes.
Em 2006, foi estimada uma população de 2751, um decréscimo de 135 (-4.7%).

## Geografia
De acordo com o United States Census Bureau tem uma área de 4,7 km², dos quais 4,7 km² cobertos por terra e 0,0 km² cobertos por água.

## Localidades na vizinhança
O diagrama seguinte representa as localidades num raio de 12 km ao redor de Lake City.